# Mandirejo
Mandirejo is een bestuurslaag in het regentschap Tuban van de provincie Oost-Java, Indonesië. Mandirejo telt 4143 inwoners (volkstelling 2010).